# 亞歷山大·丹露帕·貝爾
亞歷山大·丹露帕·貝爾（Alexander Dunlop Bell，1873年—1937年）是一位商人，曾於1932年至1934年期間出任上海公共租界工部局總董。

## 生活
贝尔生於蘇格蘭的安格斯。他曾就讀於剑桥大学三一学院，並先後於1896年1900年獲得該校的學士和硕士學位。1903年6月24日，他在曼彻斯特与诺拉·桑德兰（Nora Sunderland）结婚。 
1907年，贝尔前往上海，後來出任进口商Barlow and Co的经理。1924年起，他成為上海公共租界工部局的董事， 1930年，贝尔從Barlow and Co退休。1932年至1933年出任工部局總董。

## 去世
1937年3月，貝爾在上海逝世。1950年代，由於上海的外国坟山被清理，他的墓地于1956年遷往香港跑馬地的香港墳場。 